# Buchozia japonica
La serissa (Buchozia japonica (Thunb.) Callm., 2021) è una pianta appartenente alla famiglia delle Rubiacee. È l'unica specie nota del genere Buchozia.

## Descrizione

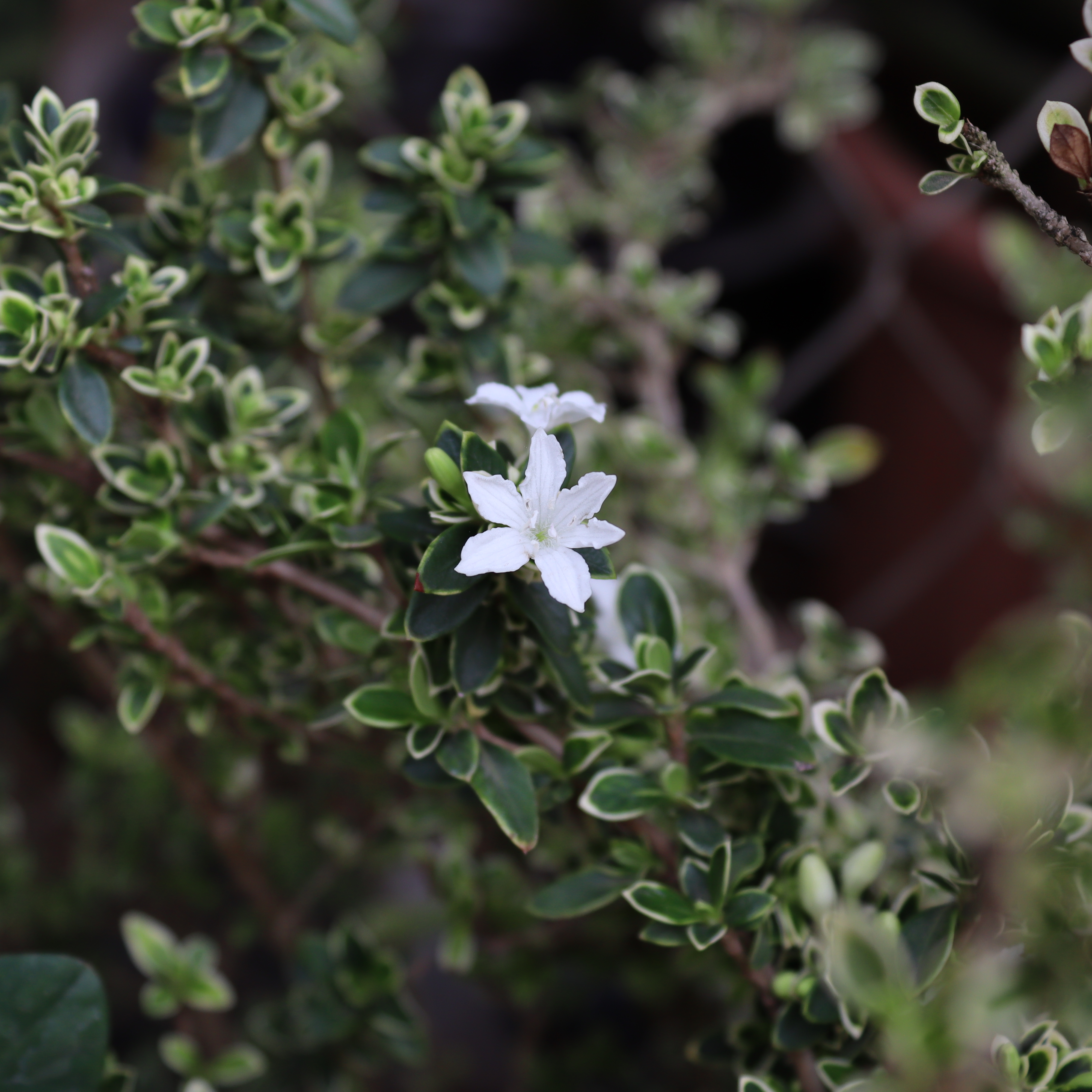
Fiori

È una specie a portamento arbustivo, con foglie  di forma ovata e nervature linfatiche penninervie; il loro colore può variare: alcuni esemplari presentano una foglia completamente verde, altri presentano un colore bianco sui bordi della lamina fogliare, e un segmento bianco al centro della parte verde centrale della pagina fogliare (nei casi delle foglie a due colori); se spezzate, solitamente emanano un cattivo odore.
Durante tutta l'estate e a volte fino all'inverno si ricopre di fiori bianchi che, grazie alla loro abbondanza, la fanno sembrare coperta di neve.

## Distribuzione e habitat
Questa specie è originaria dell'Estremo Oriente (Cina e Taiwan).

## Bonsai

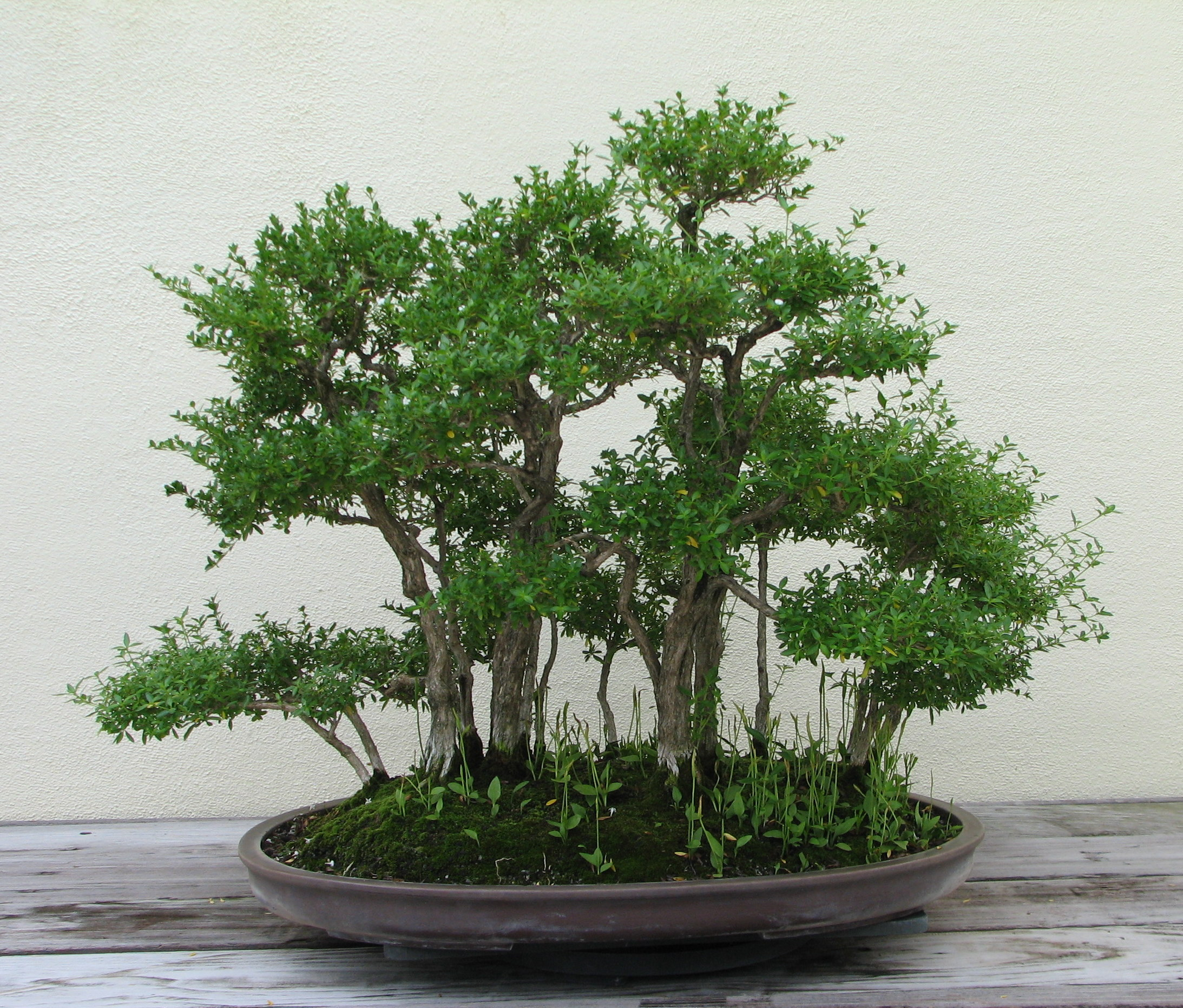

Questa specie è particolarmente indicata per la coltivazione come bonsai per molti motivi, tra cui il più importante è il suo tronco che, grazie ai suoi numerosi solchi, fanno sembrare la pianta vecchia. Inoltre i suoi robusti rami si prestano molto bene alla modellatura e all'utilizzo delle più svariate tecniche bonsaistiche.

### Annaffiatura
Questa specie ha bisogno di frequenti innaffiature, soprattutto durante i mesi estivi e in primavera durante i giorni molto ventosi. In inverno, quando andranno riparate all'interno, bisogna ricordare di nebulizzare la chioma per far fronte alla perdita di acqua dovuta al riscaldamento domestico.

### Esposizione
Questa specie dimostra una discreta resistenza al freddo e pertanto va riparata durante i mesi invernali. Durante i mesi primaverili ed estivi può essere portata all'esterno ma non sotto i diretti raggi del sole.

### Terreno
Il terreno deve essere costituito da 50% akadama, 40% terra pronta e 10% sabbia.

### Rinvaso
Ogni 3-4 anni su esemplari vecchi mentre i più giovani, che crescono più velocemente, devono essere rinvasati ogni due anni: operazione da effettuare durante la stagione estiva.

### Potatura
Andrà effettuata per i rami principali durante il periodo di stasi vegetativa (marzo-aprile) con attrezzi affilati e disinfettati, provvedendo a coprire con mastice cicatrizzante le ferite.

### Avvolgimento
Il procedimento di avvolgimento di questa essenza non è difficile ma bisogna comunque prestare attenzione. I rami giovani infatti sono legnosi e questo potrebbe portare ad un'eccessiva forzatura che provocherebbe la rottura del ramo. Il procedimento va effettuato in primavera quando il legno è più elastico e quindi può maggiormente sopportare l'effetto del filo.

### Malattie
La Serissa si dimostra molto resistente alle malattie ma a volte possono capitare attacchi da parte di afidi o ragnetti rossi.